# 유럽 고속도로 83호선
유럽 고속도로 83호선(European route E83)은 불가리아의 비야라에서 소피아까지 이르는 총 연장 266km의 거리를 이룬 유럽 고속도로 노선이다. 

## 주요 경유지
통과하는 주요 도시들은 다음과 같다.
- 불가리아 : 비야라 (E85) - 플레벤 - 야블라니차(E772) - 보테브그라드(E79) - 소피아